# Opa (canción)
«OPA!» (en griego: ΏΠΑ) es un tema interpretado por Giorgos Alkaios que representó a Grecia en el Festival de la Canción de Eurovisión 2010 celebrado en Oslo, Noruega. El título Opa es una exclamación de alegría habitual entre los griegos. La canción, junto con otras seis, fue seleccionada internamente el 26 de febrero de 2010 por la Ellinikí Radiofonía Tileórasi (ERT) para participar en la final nacional, mientras que la versión disponible para descargar fue lanzada el 12 de marzo en asociación con Universal Music Greece.

## Historia de la canción

### Composición
Alkaios escribió inicialmente la música para la canción en 2008, sin intención alguna en ese momento de presentarla para el Festival de la Canción de Eurovisión. Un año después, el letrista Giannis Antoniou escuchó la música, quedándose "enamorado" de la misma y le sugirió a Giorgos que escribiera una letra para la canción. En el proceso, otros músicos y empleados de Friends Music Factory como Dionisis Schinas, Kargiule Kassiani, Hortarias Dimitris, Apostolou Stavros, Schinas Tolis y Hortarias Manos contribuyeron con parte de la letra. Una vez finalizada la composición del tema, Schinas insta a Giorgos a presentar su canción a la ERT, quedando está clasificada para la final nacional. Inicialmente, la tema sería interpretado por Dionisis Schinas, quedando Giorgos Alkaios como el compositor de la canción. Sin embargo, se decidió finalmente que Giorgos interpretaría el tema junto con los músicos y empleados de Friends Music Factory.

### Letra
La letra de la canción está hecha íntegramente en griego, idioma que no utilizaba ese país para el certamen europeo desde 1998. 
Según Alkaios, "OPA" es una palabra feliz y es lo que necesita la gente en tiempos de dificultad. La canción trata sobre dejar atrás el pasado y empezar todo de nuevo. En un mundo sacudido por las dificultades económicas, Alkaios cree que la gente sólo tiene que decir "OPA" y seguir adelante.

## Formatos

### Descarga digital
1. «OPA» – 3:02

## Posición en las listas
| Listas (2010)                         | Posición |
| ------------------------------------- | -------- |
| Billboard Greek Digital Singles Chart | 4        |
| Greek Airplay Chart                   | 91       |